# Jezioro Martiańskie
Jezioro Martiańskie lub Martiany – jezioro w Polsce w województwie warmińsko-mazurskim, w powiecie kętrzyńskim, w gminie Kętrzyn.

## Położenie
Jezioro leży na Pojezierzu Mazurskim, w mezoregionie Wielkich Jezior Mazurskich, w dorzeczu Guber–Łyna–Pregoła. Znajduje się około 10 km w kierunku południowo-wschodnim od Kętrzyna, pomiędzy drogą nr 592, a linią kolejową Kętrzyn – Giżycko.
Zbiornik wodny ma charakter linowo-szczupakowy. Linia brzegowa jest słabo rozwinięta. Leży w otoczeniu pól i łąk, nad zachodnim brzegiem znajdują się zabudowania wsi Martiany.
Jezioro leży na terenie obwodu rybackiego jeziora Guber w zlewni rzeki Łyna – nr 68.

## Morfometria
Według danych Instytutu Rybactwa Śródlądowego powierzchnia zwierciadła wody jeziora wynosi 18,0 ha. Średnia głębokość zbiornika wodnego to 1,6 m, a maksymalna – 3,0 m. Lustro wody znajduje się na wysokości 126,6 m n.p.m. Objętość jeziora wynosi 281,3 tys. m³. Maksymalna długość jeziora to 650 m a szerokość 350 m. Długość linii brzegowej wynosi 1 800 m.
Inne dane uzyskano natomiast poprzez planimetrię jeziora na mapach w skali 1:50 000 według Państwowego Układu Współrzędnych 1965, zgodnie z poziomem odniesienia Kronsztadt. Otrzymana w ten sposób powierzchnia zbiornika wodnego to 16,0 ha, a wysokość bezwzględna lustra wody – 126,8 m n.p.m.